# Patrick Le Mercier
Pour les articles homonymes, voir Le Mercier.
Patrick « Paddy » Le Mercier est un violoneux et guitariste français originaire de Bretagne.

## Biographie
Né en 1954, il commence sa carrière avec le courant folk français dans les années 1970. Il participe notamment à l'album La confrérie des fous (1979) et à deux disques de Malicorne : Le Bestiaire (1979) et Balançoire en feu (1981). Il est l'un des premiers « folkeux » à utiliser les pédales d'effets pour son violon (chambre d'écho, phaser, flanger, delay, octaver, etc.). Il est également un guitariste solo et joue aussi de la flûte, de la bombarde, du psaltérion et de la cornemuse. Son jeu de violon est inspiré de l'expression rock de la guitare électrique (Jimi Hendrix et Steve Vai font partie des filiations qu'il revendique haut et fort) qu'il mélange avec ses influences traditionnelles. Cela lui permet d'enregistrer nombre d'albums avec des artistes aussi différents que Steve Hillage, Peio Serbielle, Marc Robine, Blankass…
Depuis 1992, il participe aux projets Outback et Baka Beyond menés par Martin Cradick. En 1993, il enregistre avec le groupe Stonehenge. Les années 1990 verront la création du groupe Banshee ainsi que du duo Paddy In The Smoke.